# Collinderov katalog
Collinderov katalog je astronomski katalog švedskog astronoma Pera Collindera predstavljen javnosti 1931. godine. Sadrži 471 otvoreni skup. Kratica ovog kataloga i oznaka objekata u njemu jest Cr.

## Tumač kratica
| Kratica | Značenje           |
| ------- | ------------------ |
| NGC     | Novi opći katalog  |
| M       | Messierov katalog  |
| Tr      | Trumplerov katalog |
| IC      | Indeksni katalog   |
| Mel     | Melotteov katalog  |

## Vanjske poveznice
- Collinderov katalog na Astrophysics Data Systemu
- The Collinderov katalog (ažuriran) na cloudynights.com